# Estructura tramada
Les estructures tramades són estructures formades per barres verticals (pilars) i barres horitzontals (bigues). Els pilars i les bigues s'uneixen entre si de forma rígida per aconseguir formes tridimensionals. Els moderns edificis de blocs d'habitatges i d'oficines són estructures tramades.

## Materials
Els materials més utilitzats en les estructures tramades són l'acer, el formigó armat i en menor mesura la fusta.

### Biguetes i revoltons
Entre els pilars es col·loquen bigues d'acer o de formigó armat. Damunt de les bigues es col·loquen altres bigues més petites, les biguetes. En l'espai que hi ha entre dues biguetes s'encaixen unes peces ceràmiques anomenades revoltons. Sobre els revoltons es col·loca una capa de formigó armar, anomenada capa de compressió, el que seria el terra o se sostre d'un pis s'anomena forjat. En els edificis més grans els forjats es fan mitjançant lloses de formigó.

### Formigó armat
El formigó en una barreja de ciment, sorra, grava i aigua. Quan el formigó qualla, forma una massa sòlida semblant a la pedra. El formigó és molt resistent als esforços de compressió (suporta molt bé pes al damunt, però no és gaire resistent als de tracció (no suporta bé que l'estirin o que el flexionin, s'acaba trencant). Per augmentar la seva resistència a tot tipus d'esforços, es posen a l'interior barres d'acer (que suporta bé la tracció), formant el que s'anomena formigó armat, que és el material més emprat en les construccions modernes. El conjunt de barres d'acer s'anomena armadura.

### Fonaments
El pes d'una construcció se suporta pel terreny on s'assenta. Si és de roca resistent es podria construir directament, però el més habitual és que el terreny sigui tou pel que és necessari construir uns fonaments per evitar que la construcció s'enfonsi al sòl i s'esquerdi. Els dos tipus de fonaments més usats són el de sabates i el de llosa.

### Lloses i columnes
Damunt dels fonaments es construeix l'estructura. Als edificis de certa grandària ja no es fan forjats mitjançant bigues, biguetes i revoltons, sinó que es construeix una llosa contínua que integra a una sola unitat aquests tres elements i permet construir més ràpid.

### Tancaments, coberta i acabats
Un cop acabada l'estructura es construeix la coberta (la teulada) i els tancaments (les parets exteriors de l'edifici). Finalment es fan els interiors i els acabats exteriors. Antigament un material deia diverses funcions alhora. Els murs de maó, per exemple deien d'estructura, tancaments i acabats. En l'arquitectura moderna se separen molt bé les diferents funcions de l'edifici. Això permet seleccionar els millor materials per cada funció (formigó armat per a l'estructura, maons i aïllants als tancaments, etc.) i distribuir el treball de l'obra entre professionals especialitzats.